# جوجل دو
جوجل دو (بالإنجليزية: Google Duo)‏ هو تطبيق محادثة صوتية ومرئية للهاتف المحمول من شركة جوجل متاح لأجهزة نظامي أندرويد وآي أو إس وقد أعلن عنه في مؤتمر جوجل آي/أو يوم 18 مايو 2016  إلى جانب تطبيق جوجل آلو وهو تطبيق المراسلة الفورية، وقد أطلق تطبيق دو في 16 أغسطس في الولايات المتحدة، وبعد عدة أيام على المستوى العالمي ، وخلال يومين من إطلاقه احتل صدارة التطبيقات المجانية على جوجل بلاي.

## ميزات
يتميز التطبيق بما يلي:
- جودة الفيديو 720 بيكسل
- يحتوي على ميزة تدعى نوك نوك (بالإنجليزية: Knock Knock)‏ وهي تتيح للمستقبِل فرصة رؤية المتصل، وأن يري المتصل إشعاراً عند بدء المكالمة.
- التطبيق يعمل بواسطة رقم الهاتف وهذا بعكس تطبيقات جوجل السابقة التي كانت تعتمد على البريد الإلكتروني.
- بالإمكان إجراء مكالمات صوتية فقط بواسطة التطبيق.
- يناسب شبكات المحمول ذات التردد المنخفض. حيث يجنب ذلك تقطع الفيديو للاتصالات البطيئة.

## وصلات خارجية
- جوجل دو على موقع Google Play (الإنجليزية)
- الموقع الرسمي